# اگلیانا
اگلیانا (به ایتالیایی: Agliana) یک سکونتگاه مسکونی در ایتالیا است که در استان پیستویا واقع شده‌است.

## خصوصیات
اگلیانا ۱۱٫۶ کیلومترمربع مساحت و ۱۵٬۴۰۵ نفر جمعیت دارد و ۴۲ متر بالاتر از سطح دریا واقع شده‌است.